# Lorenzo Lucchesi
Lorenzo Lucchesi (Firenze, 9 maggio 2003) è un calciatore italiano, difensore del Monza, in prestito dalla Fiorentina.

## Caratteristiche tecniche
Difensore centrale dal fisico imponente, molto bravo in fase di marcatura, è dotato di un buon piede ed è bravo nell'impostazione del gioco.

## Carriera

### Club
Cresciuto nei settori giovanili di Empoli, Juventus e Fiorentina, il 5 agosto 2023 viene ceduto in prestito alla Ternana, con cui inizia la carriera professionistica. Il 9 dicembre seguente realizza il suo primo gol tra i professionisti nel successo per 2-1 contro la Feralpisalò.
Il 1º agosto 2024 si trasferisce, sempre a titolo temporaneo, al Venezia, lasciando tuttavia il club lagunare il 30 agosto seguente, senza aver collezionato presenze, per passare in prestito alla Reggiana.
Il 18 luglio 2025 passa in prestito al Monza.

### Nazionale
Ha giocato nelle nazionali giovanili italiane Under-15 ed Under-16.

## Statistiche

### Presenze e reti nei club
Statistiche aggiornate al 13 maggio 2025.
| Stagione        | Squadra         | Campionato      | Campionato | Campionato | Coppe nazionali | Coppe nazionali | Coppe nazionali | Coppe continentali | Coppe continentali | Coppe continentali | Altre coppe | Altre coppe | Altre coppe | Totale | Totale |
| Stagione        | Squadra         | Comp            | Pres       | Reti       | Comp            | Pres            | Reti            | Comp               | Pres               | Reti               | Comp        | Pres        | Reti        | Pres   | Reti   |
| --------------- | --------------- | --------------- | ---------- | ---------- | --------------- | --------------- | --------------- | ------------------ | ------------------ | ------------------ | ----------- | ----------- | ----------- | ------ | ------ |
| 2023-2024       | Ternana         | B               | 25+2       | 2+0        | CI              | -               | -               | -                  | -                  | -                  | -           | -           | -           | 27     | 2      |
| ago. 2024       | Venezia         | A               | 0          | 0          | CI              | 0               | 0               | -                  | -                  | -                  | -           | -           | -           | 0      | 0      |
| ago. 2024-2025  | Reggiana        | B               | 27         | 2          | CI              | -               | -               | -                  | -                  | -                  | -           | -           | -           | 27     | 2      |
| Totale carriera | Totale carriera | Totale carriera | 52+2       | 4          |                 | 0               | 0               |                    | -                  | -                  |             | -           | -           | 54     | 4      |

## Palmarès

### Club

#### Competizioni giovanili
- Coppa Italia Primavera: 1

Fiorentina: 2021-2022
- Supercoppa Primavera: 2

Fiorentina: 2021, 2022